# Черевін Іван Ісайович
Іва́н Іса́йович Чере́́він (нар. ? — пом. 22 квітня 1757) — російський флотоводець, член Адміралтейств-колегії, контр-адмірал (27.02.1752).

## Життєпис
Походив зі старовинного російського дворянського роду Черевіних. Через помилку, допущену в «Загальному морському списку» (частина I, стор. 407), його часто плутають з надвірним радником Іваном Григоровичем Черевіним, приписуючи біографію контр-адмірала останньому.
Ще з кінця XVII століття разом зі своїм братом Борисом служив солдатом у Преображенському полку. У 1703 році був записаний в матроси, а через три роки знову записаний в солдати лейб-гвардії бомбардирської роти, проте зі списків матросів вилучений не був. Прослуживши матросом 10 років, І. І. Черевін був проведений у боцмани й у 1715 році плавав як підшкіпер на кораблі у капітана Н. Я. Сенявіна, а ще за 4 роки отримав чин підпоручика (унтер-лейтенанта). У цьому чині, а також у наступних: капітан-лейтенанта (з 31.12.1729 р.) і капітана полковницького рангу (з 18.01.1733 р.) він командував різними суднами в російських та іноземних водах, а також перебував у обер-сарваєрській конторі, де склав опис усіх матеріалів і припасів Петербурзького Адміралтейства, яким Колегія не мала докладного рахунку.
У 1734 році І. І. Черевін тимчасово виконував посаду капітана над Кронштадтським портом, а згодом його двічі посилали з суднами у Архангельськ для доправлення туди припасів: перший похід виявився невдалим, внаслідок неприязних дій французького флоту, й Черевін повернувся у Ревель; у другий раз досяг Архангельська.
У березні 1736 року І. І. Черевін відряджений Колегією до Пустоозерського острогу для провадження слідства над офіцерами Обської експедиції. Пробувши там рік, він повернувся у Санкт-Петербург, де командував різними військовими судами, зокрема лінійним кораблем «Святий Павло», у маневрах Фінською затокою.
5 вересня 1747 року проведений в капітан-командори і призначений головним командиром Архангельського порту. Пробувши на цій посаді три роки, внаслідок неприємностей, що відбулася у нього з архангельським капітаном над портом, І. І. Черевін був відкликаний до Петербурга.
Адміралтейств-колегією призначений на посаду директора Петербурзької адміралтейської контори. 27 лютого 1752 року отримав чин «контр-адмірала», а наприкінці того ж року став членом Адміралтейської колегії.